# Picacho Alto La Bonancita
El Picacho Alto la Bonancita es un pico y el punto más alto tanto de la Sierra de Aconchi como del municipio homónimo a la sierra, está situado en el centro del estado de Sonora, México, en la zona de la Sierra Madre Occidental.
Tiene una altura de 2.169 metros sobre el nivel del mar (m s. n. m.). Se sitúa a 12 km al oeste del pueblo de Aconchi, a 8 km al suroeste de las Aguas termales Agua Caliente, otras montañas cercanas son Cerro el Joma, Cerro Navarro y la mesa la Huertita.